# Филсхајм
Филсхајм (њем. Vilsheim) општина је у њемачкој савезној држави Баварска. Једно је од 35 општинских средишта округа Ландсхут. Према процјени из 2010. у општини је живјело 2.369 становника. Посједује регионалну шифру (AGS) 9274185.

## Географски и демографски подаци
Филсхајм се налази у савезној држави Баварска у округу Ландсхут. Општина се налази на надморској висини од 467 метара. Површина општине износи 21,7 km². У самом мјесту је, према процјени из 2010. године, живјело 2.369 становника. Просјечна густина становништва износи 109 становника/km².